# Fivio Foreign
Maxie Lee Ryles III (nascido em 29 de março de 1990), conhecido por seu nome artístico Fivio Foreign, é um rapper americano. Em 2019, ganhou fama com o single "Big Drip", que rendeu um remix com os rappers Lil Baby e Quavo. Ele assinou com a gravadora do colega rapper nova-iorquino Mase, a RichFish Records e Columbia Records.
Em maio de 2020, Ryles colaborou na música "Demons" de Drake, que alcançou a 34ª posição na Billboard Hot 100, rendendo a ele seu primeiro single nas paradas da Billboard. Mais tarde naquele mês, ele colaborou com Lil Tjay e Pop Smoke na canção "Zoo York", que atingiu o pico na posição de númeor 65 na Billboard Hot 100. Em agosto de 2021, ele alcançou maior reconhecimento com sua participação na canção de Kanye West "Off the Grid" de seu décimo álbum de estúdio Donda, que alcançou a posição de número 11 na Billboard Hot 100.

## Infância
Ryles começou a fazer rap com o nome de "Lite Fivio" em 2011. Em 2013, ele mudou seu nome para Fivio Foreign e formou um coletivo musical com seus amigos sob o nome de 800 Foreign Side.

## Carreira
Ryles começou a ganhar força após o lançamento de seu single "Big Drip". A música foi apresentada em seu EP "Pain and Love" de 2019 e 800 a.C. Em novembro, ele assinou um contrato de um milhão de dólares com a Columbia Records, em conjunto com a gravadora RichFish Records do rapper americano Mase.
Em maio de 2020, Ryles ganhou seus primeiros dois singles nas paradas da Billboard, com participações em "Demons" de Drake e "Zoo York" de Lil Tjay. No mesmo mês, Ryles lançou a organização sem fins lucrativos Foreignside Foundation, "voltada para fornecer recursos e programas benéficos para jovens em risco, moradores de rua, atuais e ex-membros de gangues, indivíduos encarcerados".
Em 11 de agosto de 2020, Ryles foi incluído na XXL Freshman Class de 2020. Durante o resto de 2020, ele apareceu em uma série de canções de outros artistas, incluindo "Spicy" de Nas, "K Lo K" de Tory Lanez, "That Is a Fact (Remix)" de French Montana e "I Am What I" de King Von. Em novembro de 2020, ele lançou o single "Trust", de seu próximo projeto, B.I.B.L.E. Ele lançou a canção de Natal "Baddie on My Wish List" em 3 de dezembro, como parte do projeto de férias da Apple Music Carols Covered.
Em 2021, ele apareceu no álbum Donda de Kanye West junto com Playboi Carti.

## Vida Pessoal
Em 2018, a mãe de Ryles morreu de um derrame. Ryles tem um filho com a namorada. Ryles era amigo do falecido Pop Smoke e King Von, que foram assassinados em 2020.
O filho de Ryles nasceu em Abril de 2021.
Politicamente, Ryles apoiou a campanha de reeleição presidencial de Donald Trump em 2020.

## Discografia

### Álbuns
| Título    | Detalhes do álbum                                                |
| --------- | ---------------------------------------------------------------- |
| B.I.B.L.E | - Lançado em: 8 de abril de 2022 - Gravadora: RichFish, Columbia |

### Extended plays
| Título        | Detalhes do EP                                                                                    | Melhor posição nas paradas | Melhor posição nas paradas |
| Título        | Detalhes do EP                                                                                    | US                         | US Heat.                   |
| ------------- | ------------------------------------------------------------------------------------------------- | -------------------------- | -------------------------- |
| Pain and Love | - Lançado em: 13 de novembro 2019 - Gravadora: RichFish, Columbia - Formatos: Download, streaming | —                          | 23                         |
| 800 B.C.      | - Lançado em: 24 de abril de 2020 - Gravadora: RichFish, Columbia - Formatos: Download, streaming | 159                        | 1                          |

### Singles

#### Como artista principal
| Título                                                           | Ano  | Melhor posição nas paradas | Melhor posição nas paradas | Melhor posição nas paradas | Melhor posição nas paradas | Melhor posição nas paradas | Certificações   | Álbum                           |
| Título                                                           | Ano  | US                         | US R&B/HH                  | US Rap                     | CAN                        | UK                         | Certificações   | Álbum                           |
| ---------------------------------------------------------------- | ---- | -------------------------- | -------------------------- | -------------------------- | -------------------------- | -------------------------- | --------------- | ------------------------------- |
| "Big Drip" (solo ou remix em colaboração com Quavo and Lil Baby) | 2019 | —                          | —                          | —                          | —                          | —                          | - RIAA: Platina | Pain and Love and 800 B.C.      |
| "Richer Than Ever" (com Rich the Kid)                            | 2020 | —                          | —                          | —                          | —                          | —                          |                 | Singles não presentes em álbum. |
| "Spider-Man" (com Ron Suno)                                      | 2020 | —                          | —                          | —                          | —                          | —                          |                 | Swag Like Mike                  |
| "Wetty"                                                          | 2020 | —                          | —                          | —                          | —                          | —                          |                 | 800 B.C.                        |
| "Move Like a Boss" (colaboração com Young M.A)                   | 2020 | —                          | —                          | —                          | —                          | —                          |                 | B.I.B.L.E.                      |
| "13 Going on 30"                                                 | 2020 | —                          | —                          | —                          | —                          | —                          |                 | B.I.B.L.E.                      |
| "Bop It" (colaboração com Polo G)                                | 2020 | —                          | —                          | —                          | —                          | —                          |                 | B.I.B.L.E.                      |
| "Trust"                                                          | 2020 | —                          | —                          | —                          | —                          | —                          |                 | B.I.B.L.E.                      |
| "Baddie on My Wishlist"                                          | 2021 | —                          | —                          | —                          | —                          | —                          |                 | Carols Covered                  |
| "Headshot" (com Lil Tjay e Polo G)                               | 2021 | 42                         | 21                         | 15                         | 16                         | 40                         | - RIAA: Platina | Destined 2 Win                  |
| "Atlanta"                                                        | 2021 | —                          | —                          | —                          | —                          | —                          |                 | B.I.B.L.E.                      |
| "Story Time"                                                     | 2021 | —                          | —                          | —                          | —                          | —                          |                 | B.I.B.L.E.                      |
| "City of Gods" (com Alicia Keys e Kanye West)                    | 2022 | 46                         | 15                         | 10                         | 20                         | 58                         |                 | B.I.B.L.E.                      |

#### Como colaboração
| Título | Ano  | Melhor posição nas paradas | Melhor posição nas paradas | Melhor posição nas paradas | Melhor posição nas paradas | Melhor posição nas paradas | Certificações | Álbum                                       |
| Título | Ano  | US                         | US Bub.                    | US R&B/HH                  | CAN                        | UK                         | Certificações | Álbum                                       |
| --- | ---- | -------------------------- | -------------------------- | -------------------------- | -------------------------- | -------------------------- | ------------- | ------------------------------------------- |
| "K Lo K" (Tory Lanez com participação de Fivio Foreign)                                                                      | 2020 | —                          | —                          | —                          | 86                         | —                          |               | Singles não presentes em álbum.             |
| "Rounds" (Calboy com participação de Fivio Foreign)                                                                          | 2020 | —                          | —                          | —                          | —                          | —                          |               | Long Live the Kings                         |
| "Ah Ah Ah" (DreamDoll com participação de Fivio Foreign)                                                                     | 2020 | —                          | —                          | —                          | —                          | —                          |               | Singles não presentes em álbum.             |
| "Dominican Mami" (DaniLeigh com participação de Fivio Foreign)                                                               | 2020 | —                          | —                          | —                          | —                          | —                          |               | Movie                                       |
| "Couped Out" (Famous Dex com participação de Fivio Foreign)                                                                  | 2020 | —                          | —                          | —                          | —                          | —                          |               | Diana                                       |
| "I Am What I Am" (King Von com participação de Fivio Foreign)                                                                | 2020 | —                          | 8                          | —                          | —                          | —                          | - RIAA: Ouro  | Welcome to O'Block                          |
| "Fashion" (The Plug e M24 com participação de Fivio Foreign)                                                                 | 2021 | —                          | —                          | —                          | —                          | —                          |               | ASA                                         |
| "Body (Remix)" (Russ Millions and Tion Wayne com participação de Bugzy Malone, Darkoo, Buni, ArrDee, E1, ZT e Fivio Foreign) | 2021 | —                          | 5                          | 46                         | 16                         | 1                          |               | Green With Envy                             |
| "Spin Music" (Toosii com Fivio Foreign)                                                                                      | 2021 | —                          | —                          | —                          | —                          | —                          |               | Thank You for Believing (The Manifestation) |
| "Not in the Mood" (Lil Tjay com participação de Fivio Foreign e Kay Flock)                                                   | 2021 | 61                         | —                          | 22                         | 35                         | 75                         |               | ASA                                         |
| "Panicking" (French Montana com Fivio Foreign)                                                                               | 2021 | —                          | —                          | —                          | —                          | —                          |               | They Got Amnesia                            |

### Outros sons que entraram em paradas
| Título                                                                        | Ano  | Melhor posição nas paradas | Melhor posição nas paradas | Melhor posição nas paradas | Melhor posição nas paradas | Melhor posição nas paradas | Melhor posição nas paradas | Álbum                |
| Título                                                                        | Ano  | US                         | US R&B/HH                  | US Rap                     | CAN                        | FRA                        | UK                         | Álbum                |
| ----------------------------------------------------------------------------- | ---- | -------------------------- | -------------------------- | -------------------------- | -------------------------- | -------------------------- | -------------------------- | -------------------- |
| "Demons" (Drake com participação de Fivio Foreign and Sosa Geek)              | 2020 | 34                         | 20                         | 16                         | 21                         | 177                        | —                          | Dark Lane Demo Tapes |
| "Zoo York" (Lil Tjay com participação de Fivio Foreign e Pop Smoke)           | 2020 | 65                         | 28                         | 25                         | 38                         | —                          | 65                         | State of Emergency   |
| "Spicy" (Nas com participação de Fivio Foreign e A$AP Ferg)                   | 2020 | 96                         | 36                         | —                          | —                          | —                          | —                          | King's Disease       |
| "Clueless" (Polo G com participação de Pop Smoke and Fivio Foreign)           | 2021 | 79                         | 32                         | —                          | 40                         | —                          | —                          | Hall of Fame         |
| "Off the Grid" (Kanye West com participação de Playboi Carti e Fivio Foreign) | 2021 | 11                         | 4                          | 4                          | 7                          | 44                         | 15                         | Donda                |